# Rowerzysta

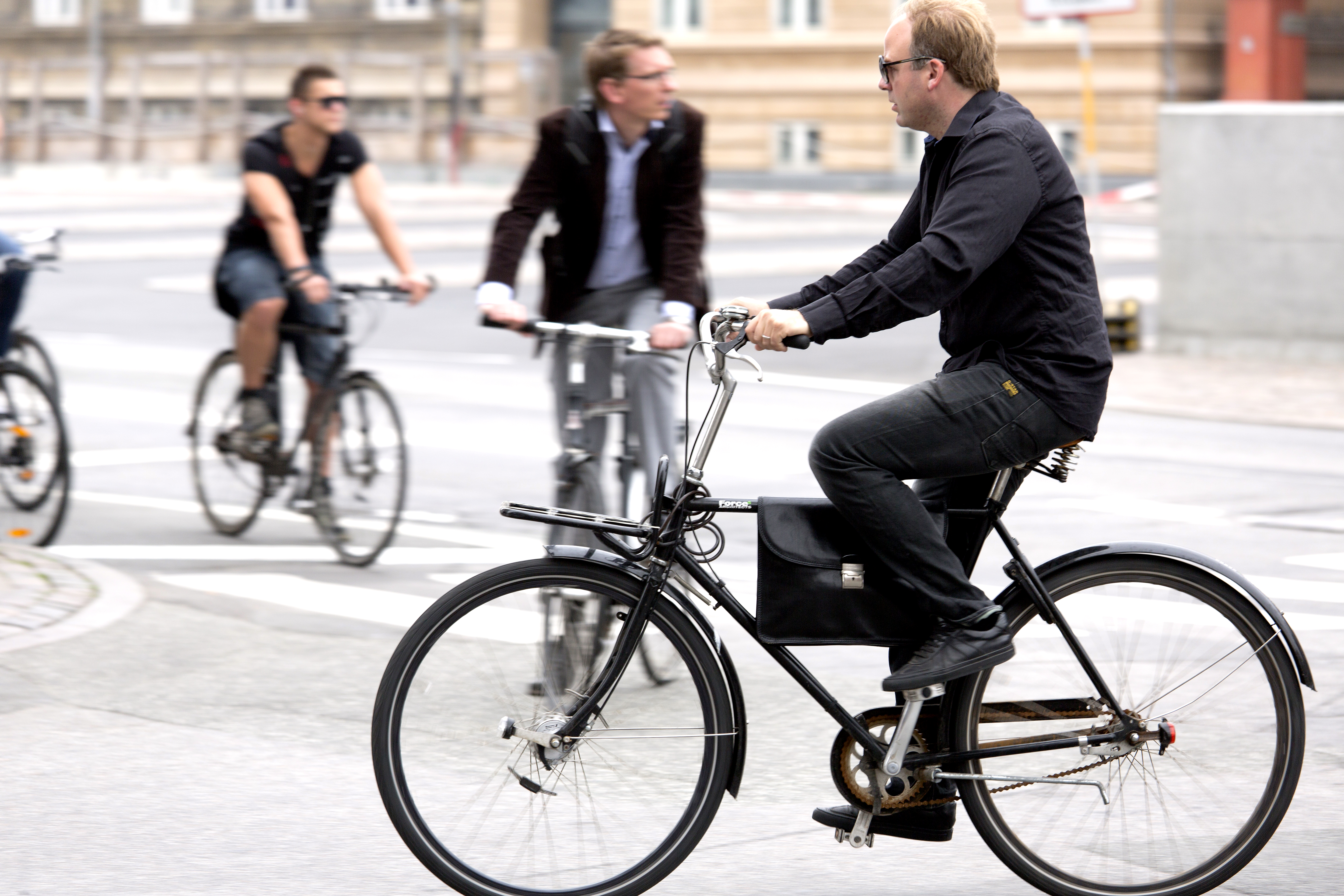
Rowerzyści w Kopenhadze w Danii

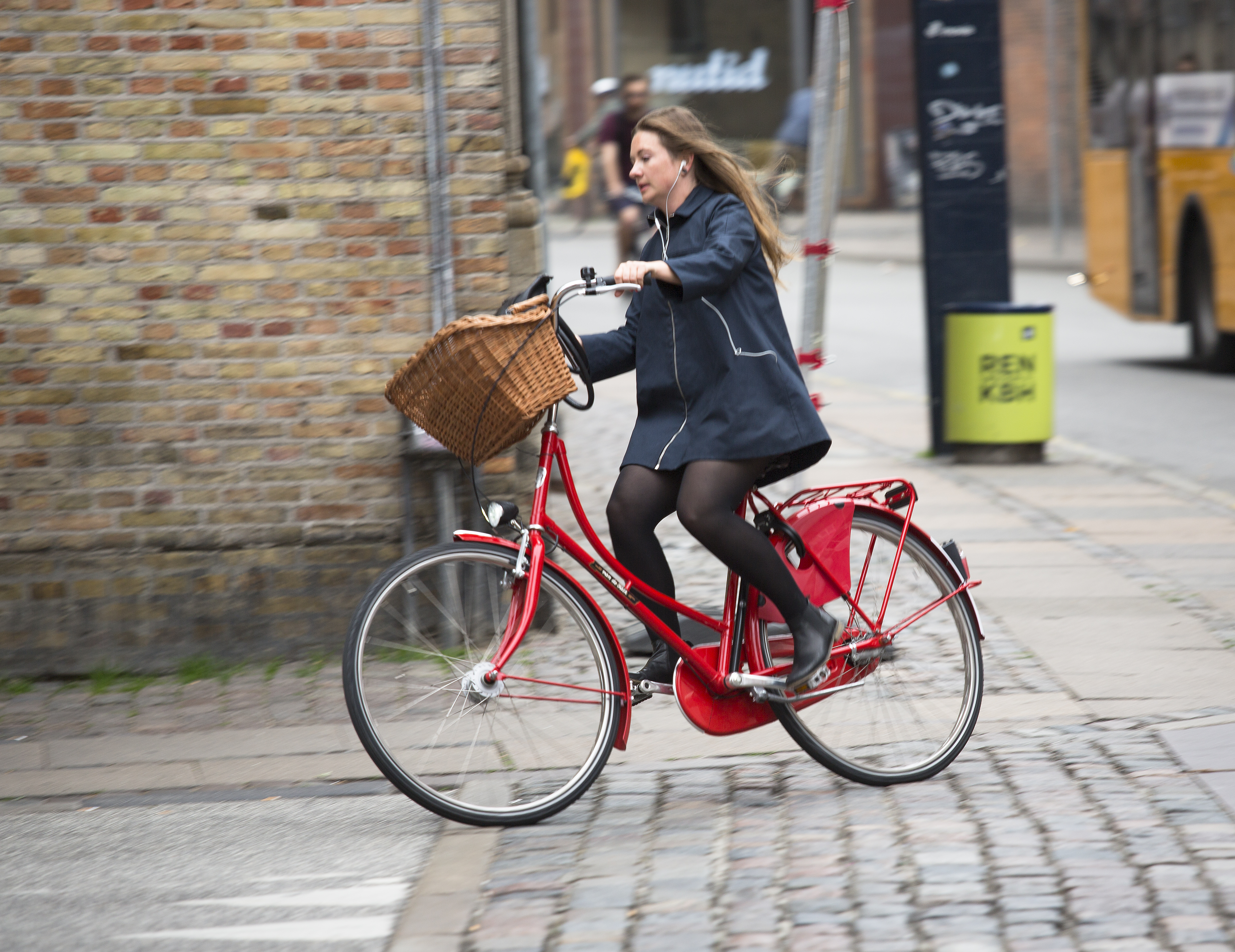
Rowerzystka w Kopenhadze w Danii

Rowerzysta, rzadziej cyklista – osoba przemieszczająca się za pomocą roweru. W XIX w. w Polsce osoby jeżdżące na rowerach nazywano cyklistami, bicyklistami, kołowcami, kołownikami lub kolarzami. Słowo rowerzysta pojawiło się w okresie międzywojennym, pochodzi od słowa rower, a pośrednio od nazwy brytyjskiej firmy „Rover”.
Określenie rowerzysta jest stosowane tylko dla osoby poruszającej się rowerem w danej chwili. Ta sama osoba po zejściu z roweru staje się pieszym.
Osoba jeżdżąca na rowerze wyczynowo (uprawiająca kolarstwo) jest określana jako kolarz.

## Polskie prawo o ruchu drogowym
Zgodnie z przepisami ustawy o kierujących pojazdami rowerzyści, którzy nie ukończyli 18. roku życia, mogą kierować rowerem pod warunkiem posiadania karty rowerowej lub prawa jazdy kategorii AM, A1, B1 lub T. Od osób, które ukończyły 18 lat, nie wymaga się dokumentu uprawniającego do kierowania rowerem. Należy posiadać dokument potwierdzający osiągnięcie 18. roku życia – dokument tożsamości (np. dowód osobisty) czy prawo jazdy. Wymaganie prawa  

jazdy do poruszania się rowerem przez dorosłą osobę jest niezgodne z art. 3 ust. 5 Konwencji Wiedeńskiej z 1968 roku ratyfikowaną przez Polskę w 1988 roku: 

Umawiające się Strony są obowiązane dopuścić do ruchu międzynarodowego na swoich terytoriach rowery i motorowery odpowiadające warunkom technicznym określonym w rozdziale V niniejszej konwencji i którymi kierujący mają swe stałe miejsce zamieszkania na terytorium innej Umawiającej się Strony. Żadna z Umawiających się Stron nie może wymagać, aby kierujący rowerami lub motorowerami w ruchu międzynarodowym mieli prawa jazdy; jednakże Umawiające się Strony, które zgodnie z ustępem 2 artykułu 54 niniejszej konwencji złożyły oświadczenia o zrównaniu motorowerów z motocyklami, mogą wymagać praw jazdy od kierujących motorowerami w ruchu międzynarodowym.

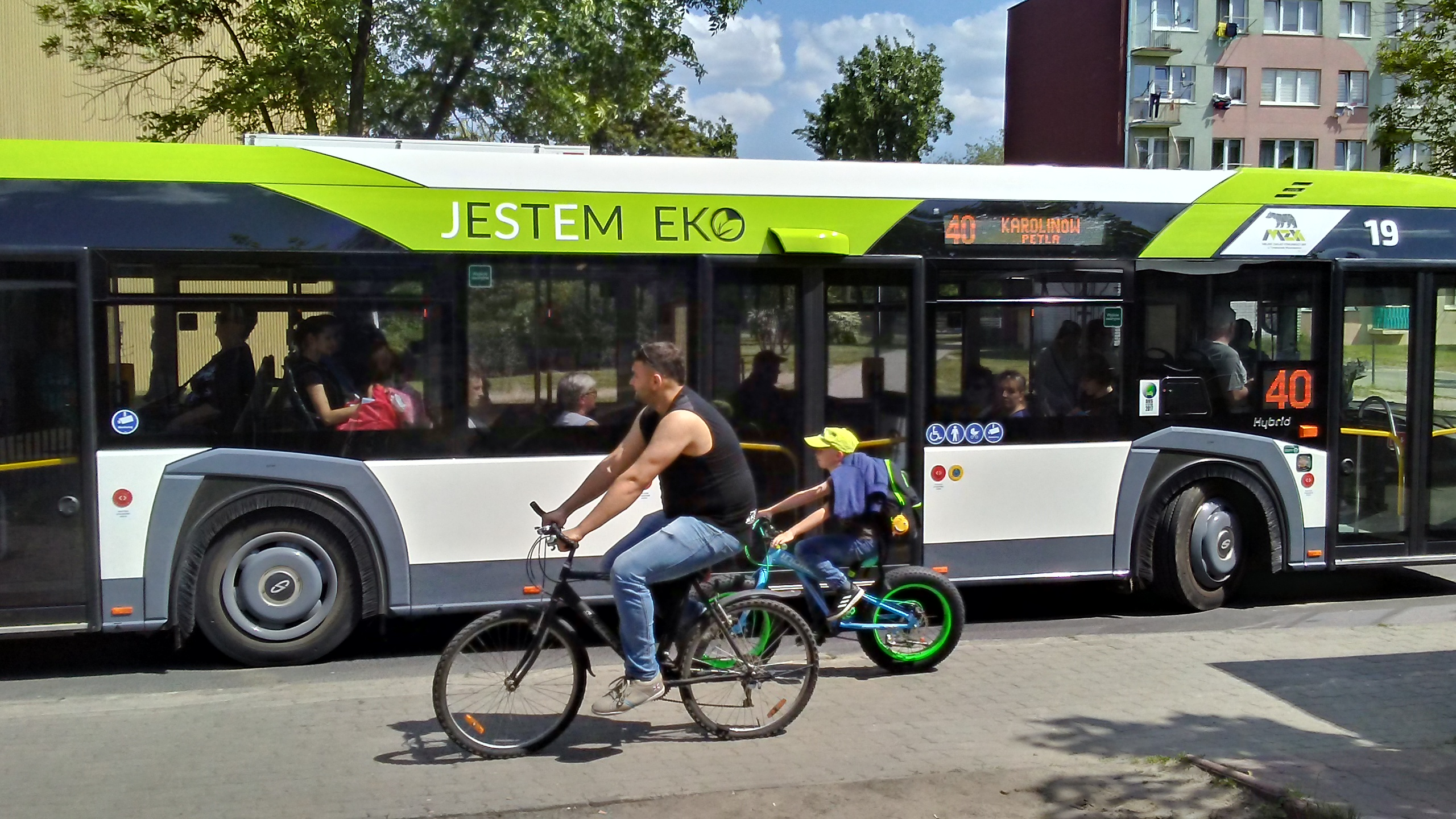
Dziecko jadące rowerem po chodniku pod opieką dorosłego w Tomaszowie Mazowieckim

Osoba, która nie ukończyła 10. roku życia, może poruszać się rowerem jedynie pod opieką osoby dorosłej i jest uznawana za pieszego tak samo jak osoba opiekująca się. Osoby takie (opiekun z podopiecznym) mają obowiązek poruszać się tak jak piesi, czyli po drodze dla pieszych, poboczu lub po lewej stronie jezdni (rozdział 2 ustawy Prawo o ruchu drogowym). Zgodnie z przepisami nie mogą poruszać się po drodze dla rowerów, co budzi wiele kontrowersji. Mogą za to przejeżdżać przez przejście dla pieszych, gdyż nie obowiązują ich przepisy dot. rowerzystów.
Rowerzysta jest zobowiązany do poruszania się po (zgodnie z kolejnością):
- drogach rowerowych oraz drogach przeznaczonych jednocześnie dla pieszych i rowerzystów jeśli prowadzą w kierunku, w którym porusza się rowerzysta
- poboczu, jeśli nadaje się do jazdy oraz jazda ta nie utrudnia ruchu pieszych
- jezdni poruszając się możliwie blisko prawej krawędzi jezdni (nie wolno utożsamiać z jazdą jak najbliżej, tuż przy krawędzi)

Rowerzyście zabrania się poruszania rowerem:
- na drodze dla pieszych z wyjątkiem, kiedy rowerzysta jedzie z dzieckiem do lat 10, warunki pogodowe zagrażają bezpieczeństwu rowerzysty na jezdni albo kiedy droga dla pieszych ma co najmniej dwa metry szerokości, ruch na jezdni jest dozwolony z prędkością ponad 50 km/h i brakuje wydzielonej drogi dla rowerów lub pasa ruchu dla rowerów[7],
- po jezdni oraz poboczu drogi oznaczonej znakiem B-9, wyjątkiem jest znak B-9 z tabliczką T-22,
- na drogach ekspresowych,
- na autostradach.

Rowerzysta ma prawo:
- poruszać się środkiem pasa ruchu przed oraz na skrzyżowaniu, jeśli jest on przeznaczony do jazdy w więcej niż jednym kierunku
- poruszać się obok innego rowerzysty, jeśli nie utrudnia to ruchu lub nie stwarza zagrożenia bezpieczeństwa ruchu, jeśli szerokość jezdni umożliwia wyprzedzanie rowerzystów poruszających się obok siebie, to taka jazda jest dozwolona
- wyprzedzać powoli jadące pojazdy inne niż rower z ich prawej strony

## Znaki drogowe
Poniższa galeria prezentuje znaki dla rowerzystów używane w Polsce.

C-13 Droga dla rowerów
P-23 Droga dla rowerów (znak poziomy)
C-13a Koniec drogi dla rowerów
C-13/C-16 Droga dla pieszych i rowerów bez segregacji, pieszy ma pierwszeństwo
B-9 Zakaz poruszania się rowerem po jezdni lub poboczu drogi
D-6a Przejazd dla rowerzystów
D-6b Przejście dla pieszych i przejazd dla rowerzystów
T-22 tabliczka wskazująca, że znak nie dotyczy rowerów jednośladowych

## Wpływ jazdy na rowerze na zdrowie
Wiele naukowych opracowań dowodzi, że ludzie regularnie jeżdżący na rowerze mają mniejsze skłonności do otyłości, cukrzycy, udarów, chorób serca i różnych rodzajów raka. Rowerzyści nie tylko zyskują kilka lat życia, ale mają też większe szanse pozostać mobilnymi i niezależnymi w podeszłym wieku czy uniknąć demencji. U ludzi, którzy jeździli do pracy rowerem, istnieje o 40% mniejsze ryzyko zgonu w czasie 15 lat badania niż pozostałych. Kolarstwo znacznie poprawia kondycję układu sercowo-naczyniowego. Szpital Northern General Hospital w Sheffield przeprowadził badanie w trakcie którego zbadano sprawozdania z sekcji zwłok 32 osób, które regularnie jeździły na rowerze i zmarły w różnych okolicznościach. Porównano ich serca z organami innych zmarłych tym samym wieku i tej samej płci. Okazało się, że w grupie poruszającej się na rowerach znacznie rzadziej dochodziło do zaczopowania tętnic i obstrukcji naczyń wieńcowych.
Inne badanie, opublikowane w 2016 r. przez Uniwersytet Południowej Danii, wykazało, że jazda na rowerze nawet w stosunkowo małym wymiarze czasu może znacząco zmniejszyć ryzyko wystąpienia schorzeń serca. Naukowcy przez 20 lat monitorowali 50 000 osób w wieku od 50 do 65 lat. Ci, którzy jeździli rowerem przynajmniej dziewięćdziesiąt minut tygodniowo, byli o 24% mniej narażeni na dusznicę bolesną i zawał serca w danym czasie. Przy jeździe rowerem zaledwie pół godziny tygodniowo ryzyko spadało o 16%.
W 2000 r. ten sam uniwersytet zbadał efekty dojeżdżania rowerem do miejsca pracy lub nauki. Badacze przyglądali się życiu 30 000 mieszkańców Kopenhagi w różnym wieku średnio przez okres 15 lat. W trakcie trwania projektu zmarło 6000 osób. Okazało się, że u ludzi jeżdżących do pracy rowerem ryzyko, że umrą w trakcie okresu badania, było o 40% niższe (nawet po wzięciu pod uwagę wpływu czynników typu poziom aktywności sportowej niezwiązanej z transportem).